# アマニン
アマニン(amanin)は、環状ペプチドの一つ。アマトキシンの一つで、それらは全てテングタケ属(Amanita )のいくつかの種で見られる。

## 毒物学
他のアマトキシンと同じく、アマニンはRNAポリメラーゼIIの阻害剤である。摂取するとRNAポリメラーゼIIと結合し、mRNAの合成を完全に止めてしまい、肝細胞と腎細胞の細胞崩壊を引き起こす。